# کهل سفلی (شاهین‌دژ)
کهل سفلی یا کویل روستایی از دهستان چهاردولی، بخش کشاورز، شهرستان شاهین‌دژ، استان آذربایجان غربی است و در شش کیلومتری شمال شاهین‌دژ قرار دارد. جمعیت این روستا در سال ۱۳۸۵، برابر با ۹۶ نفر و ۲۴ خانوار بوده‌است